# Pferdsdorf-Spichra

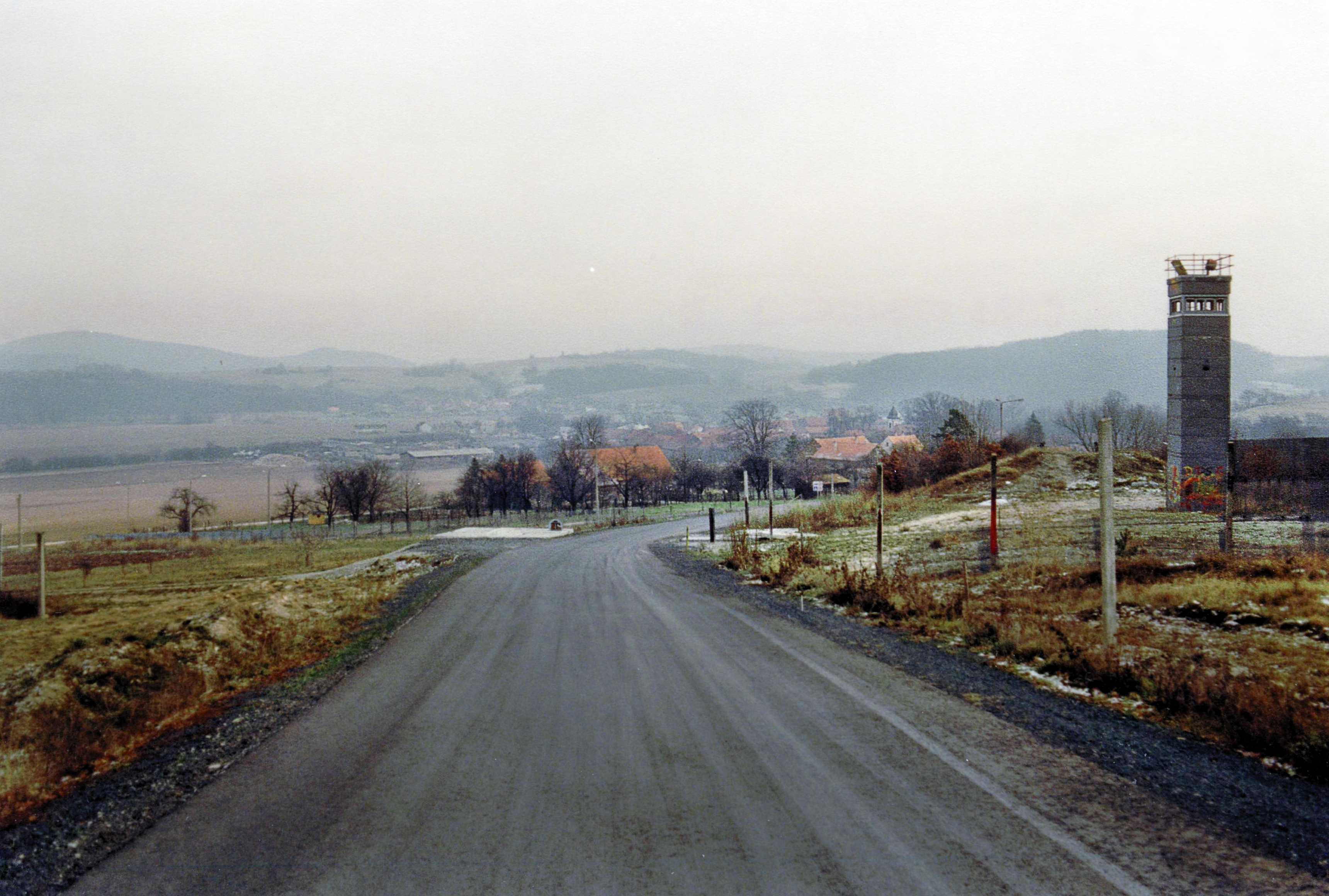
Pferdsdorf-Spichra im Jahr 1990 von Westen aus gesehen, im Vordergrund Reste der Innerdeutschen Grenze, dahinter Pferdsdorf und ganz im Hintergrund Spichra

Pferdsdorf-Spichra war eine Gemeinde im Landkreis Eisenach in Thüringen und ist heute ein aus den Orten Spichra und Pferdsdorf bestehender Ortsteil der Gemeinde Krauthausen im Wartburgkreis in Thüringen.

## Lage
Pferdsdorf-Spichra liegt an der hessisch-thüringischen Landesgrenze, etwa 10 Kilometer nordwestlich von Eisenach im Tal der Werra.
Nachbarstädte und -gemeinden sind Creuzburg im Norden, Krauthausen im Osten, die heutigen Eisenacher Stadtteile Stedtfeld, Hörschel und Wartha im Süden sowie die hessische Gemeinde Herleshausen mit ihrem Ortsteil Willershausen im Westen. Die Orte Pferdsdorf und Spichra werden durch die Werra getrennt, wobei sich wegen der hochwassergefährdeten Geländesituation beide Ortskerne etwa 500 m voneinander entfernt befinden. Über den Übergang am Wasserkraftwerk Spichra verläuft ein Rad- und Fußweg, die Straßenverbindung zwischen beiden Ortsteilen ist mit der etwa einen Kilometer südlich gelegenen Straßenbrücke im Zuge der Landesstraße 1017 (ehemalige Bundesstraße 7a) gegeben.

## Geschichte
Pferdsdorf und Spichra gehörten seit dem Hochmittelalter zum Amt Creuzburg, dort befand sich bis zur Reformation das St.-Jakob-Kloster, einst größter Grundbesitzer und Lehnsherr beider Orte.
Die traditionelle Bindung zwischen den beiden Ortsteilen blieb auch bis in die DDR-Zeit bestehen, in Creuzburg befanden sich Schule, Landambulatorium, Apotheke und weitere Versorgungseinrichtungen für beide Orte. Eine gewünschte Eingemeindung beider Orte nach Creuzburg wurde wegen der Grenzlage abgewiesen. Pferdsdorf-Spichra entstand am 1. Januar 1957 durch die Zusammenlegung der Gemeinden Pferdsdorf und Spichra. Am 9. April 1994 wurde Pferdsdorf-Spichra nach Krauthausen eingemeindet.